# Scott Duncan
Adam Scott Mathieson Duncan (Dumbarton, 1888. november 2. – Dumbarton, 1976. október 3.) skót labdarúgó, klubtitkár és labdarúgóedző. Több, mint százszor lépett pályára a Rangers színeiben, illetve játszott Angliában a Newcastle United színeiben, akikkel bajnok lett az 1908–1909-es szezonban. Játszott három különböző időszakban a Dumbartonban, illetve a Cowdenbeath-ben és egy rövid ideig a Celticben. Edzőként irányította a Hamilton Academical csapatot és a Cowdenbeath-et, mielőtt Angliába költözött volna, ahol a Manchester United, majd az Ipswich Town élére nevezték ki. Az utóbbi csapattal 18 évet töltött.
Bajnoki címe mellett játékosként megnyerte az angol szuperkupát is, majd menedzserként az első osztályba juttatta a Manchester Unitedot és másodosztályba az Ipswich Townt. Pályafutása végén visszatért Skóciába, ahol haláláig élt.

## Statisztika
| Csapat              | Ország | -tól           | -ig             | Teljesítmény | Teljesítmény | Teljesítmény | Teljesítmény | Teljesítmény |
| Csapat              | Ország | -tól           | -ig             | M            | Gy           | V            | D            | Gy %         |
| ------------------- | ------ | -------------- | --------------- | ------------ | ------------ | ------------ | ------------ | ------------ |
| Hamilton Academical | Skócia | 1923. július   | 1925. október   | 88           | 36           | 13           | 39           | 40,9         |
| Cowdenbeath         | Skócia | 1925. október  | 1932. június    | 282          | 118          | 49           | 115          | 41,8         |
| Manchester United   | Anglia | 1932. június   | 1937. november  | 223          | 88           | 85           | 50           | 39,5         |
| Ipswich Town        | Anglia | 1937. november | 1955. augusztus | 477          | 199          | 179          | 107          | 41,7         |

## Díjak, sikerek

### Játékosként
Newcastle United
- Angol bajnok: 1908–1909
- Angol szuperkupa: 1909

### Edzőként
Manchester United
- Másodosztály: 1935–1936

Ipswich Town
- Harmadosztály – dél: 1953–1954